# ヴァルデック侯国

ヴァルデック＝ピルモント侯国
Fürstentum Waldeck und Pyrmont

ドイツ帝国内におけるヴァルデック＝ピルモント侯国

ヴァルデック侯国（ドイツ語: Fürstentum Waldeck）またはヴァルデック＝ピルモント侯国（Fürstentum Waldeck-Pyrmont）は、ドイツ中部にかつて存在した領邦国家。中世以来の領邦で、1712年に侯国（Fürstentum）となり、1871年にドイツ帝国が成立するとその構成国となった。

## 地理

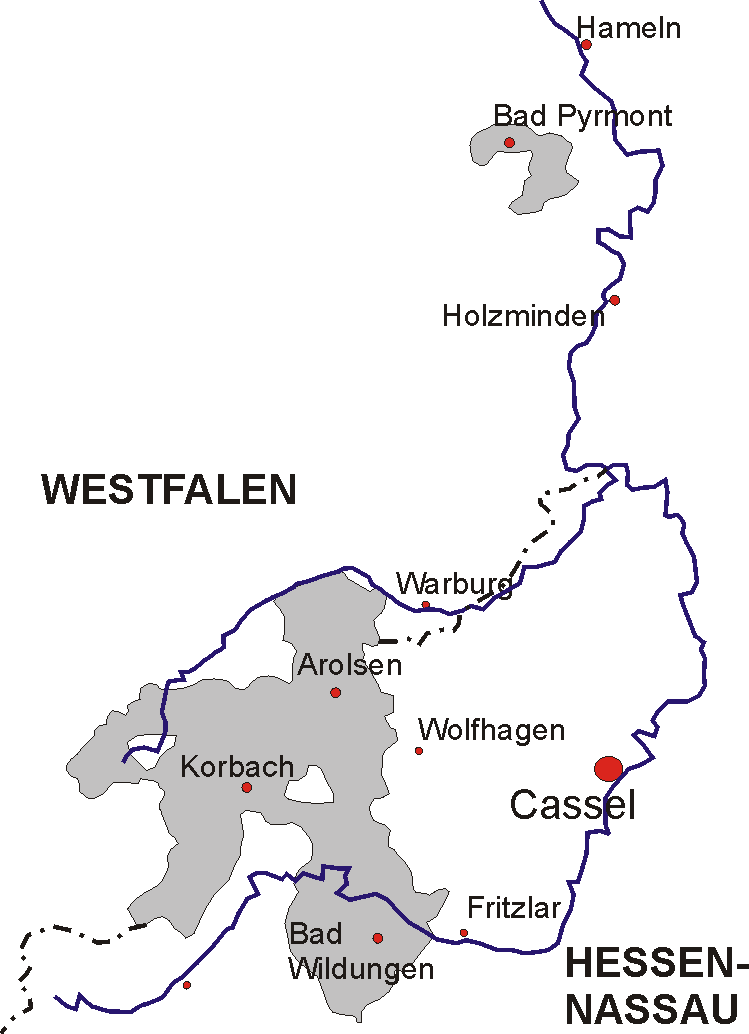
ヴァルデック侯国の版図。南がヴァルデック、北がピルモント

ヴァルデック侯国は、ドイツ中部にあった領邦の一つである。首都ははじめヴァルデック、17世紀半ば以後はアーロルゼン（ともに現在はヘッセン州ヴァルデック＝フランケンベルク郡に属する）に置かれた。
「ヴァルデック＝ピルモント侯国」という名が示す通り、ヴァルデックやアーロルゼンを含む本土のほか、北方のハーメルン付近に飛地のピルモント（現在はニーダーザクセン州ハーメルン＝ピルモント郡に属する）を有していた。ピルモントはもともと別の伯爵領で、17世紀に当時のヴァルデック伯領に加わった土地である（後述）。
ドイツ帝国時代、ヴァルデック侯国の領土はプロイセン王国に囲まれており、ヴァルデックはプロイセン領ヘッセン＝ナッサウ州とヴェストファーレン州の州境に位置していた。ピルモントはヴェストファーレン州内に飛び地の形で存在していた。
なお、ヴァルデック領内にはヘッセン大公国領の2つの飛び地があった（参照：ウィキペディアドイツ語による1815－1866年のヘッセン大公国版図）。

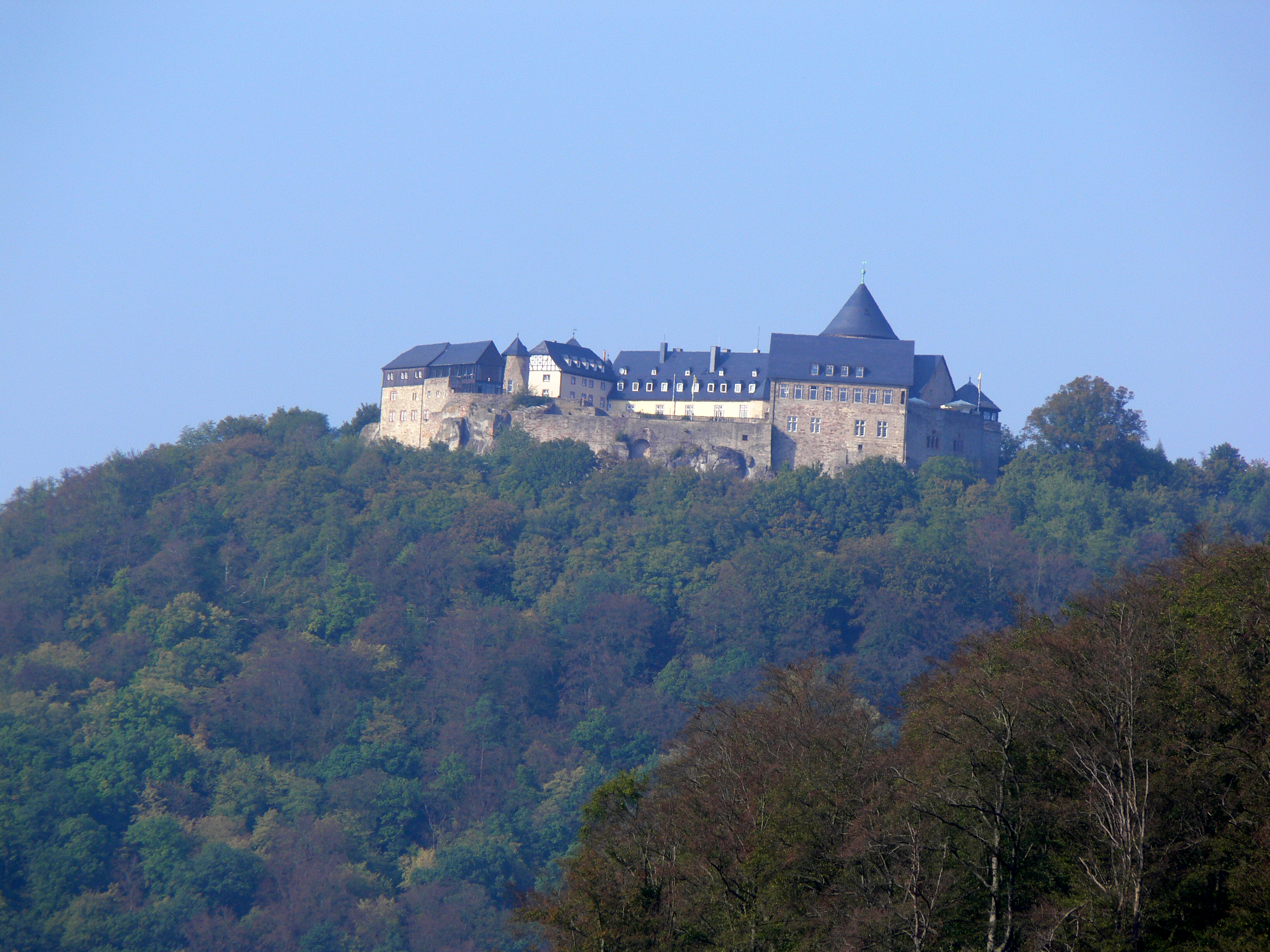
ヴァルデック城
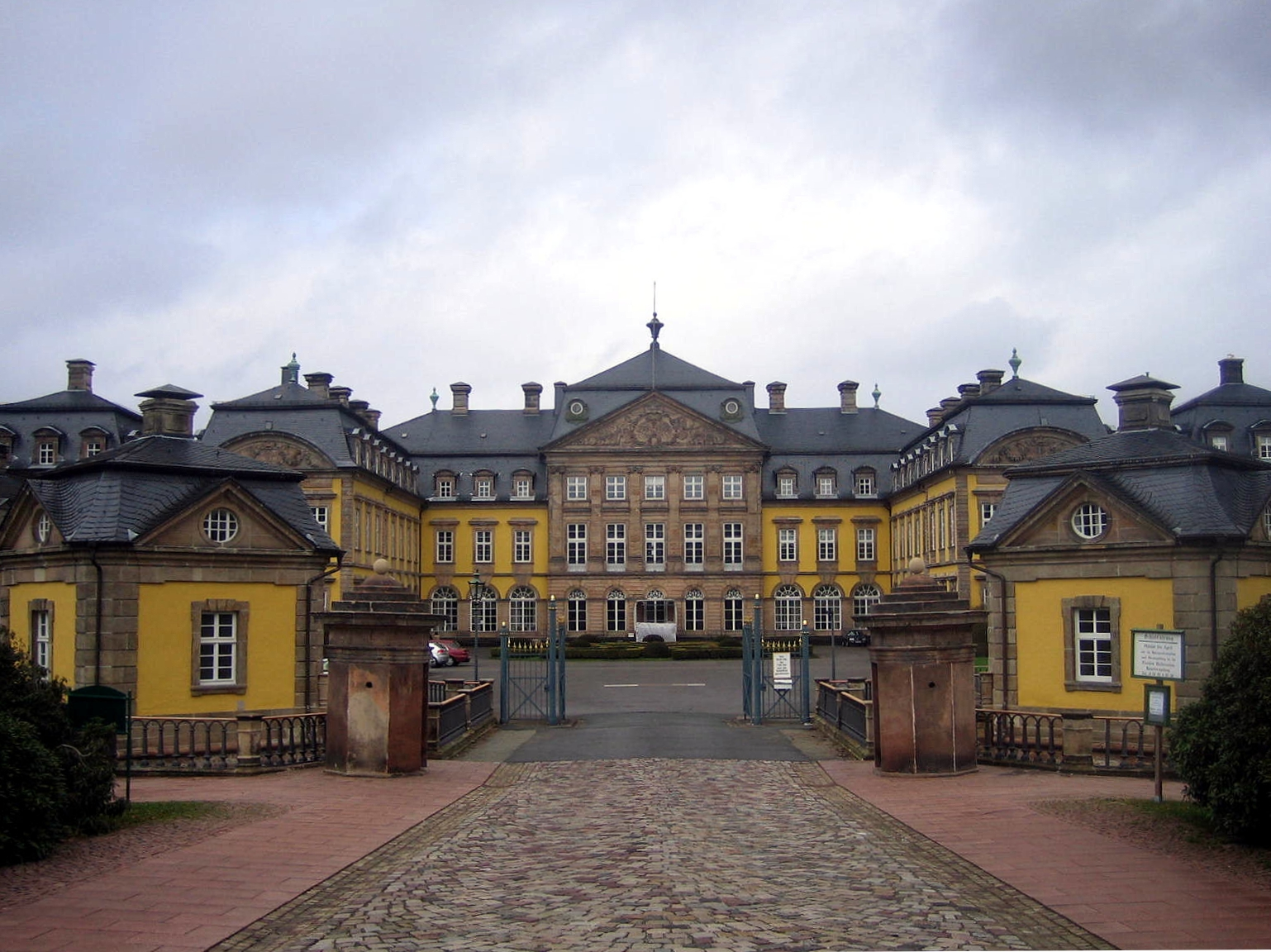
アーロルゼン城（英語版）
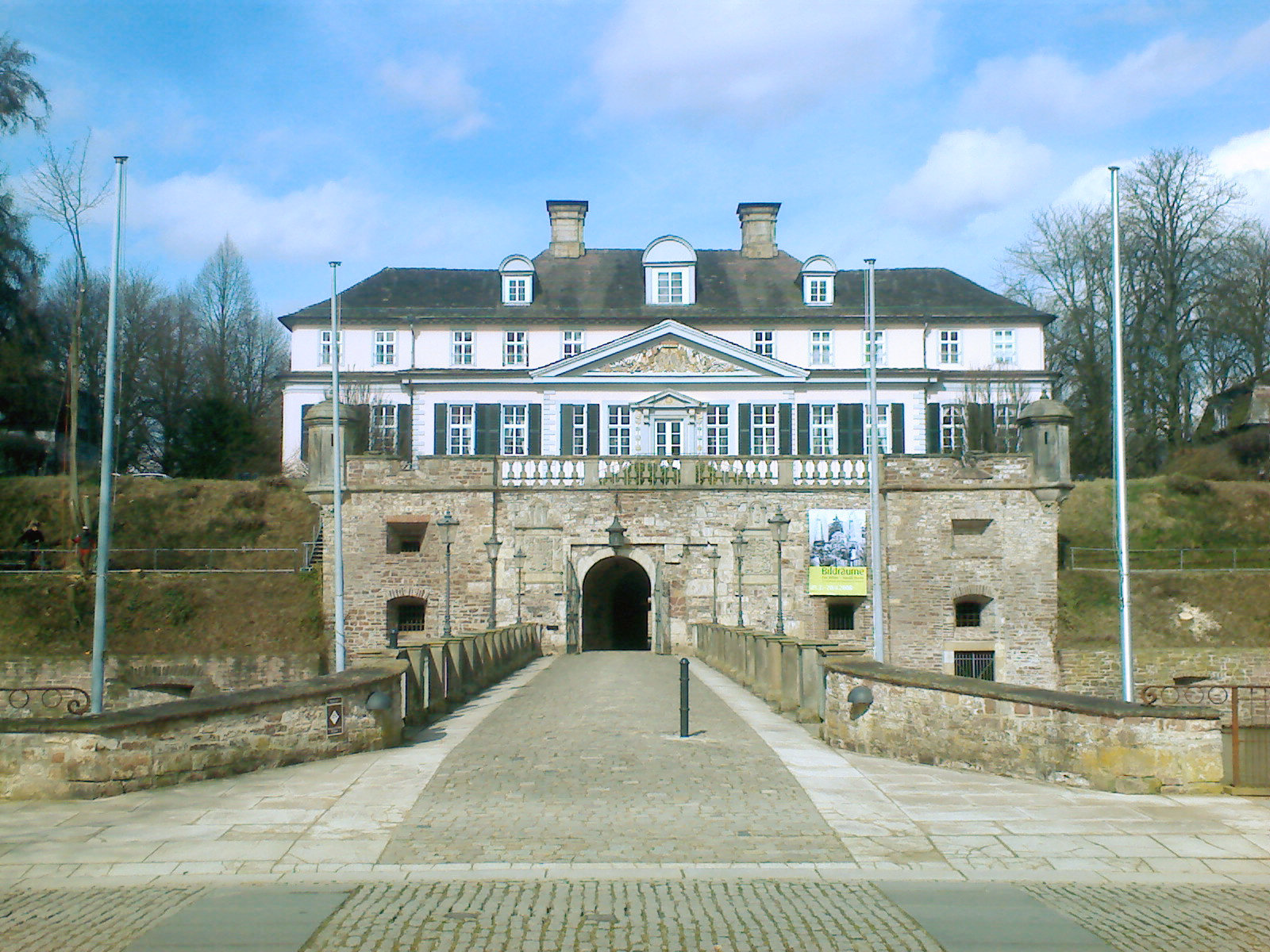
ピルモント城
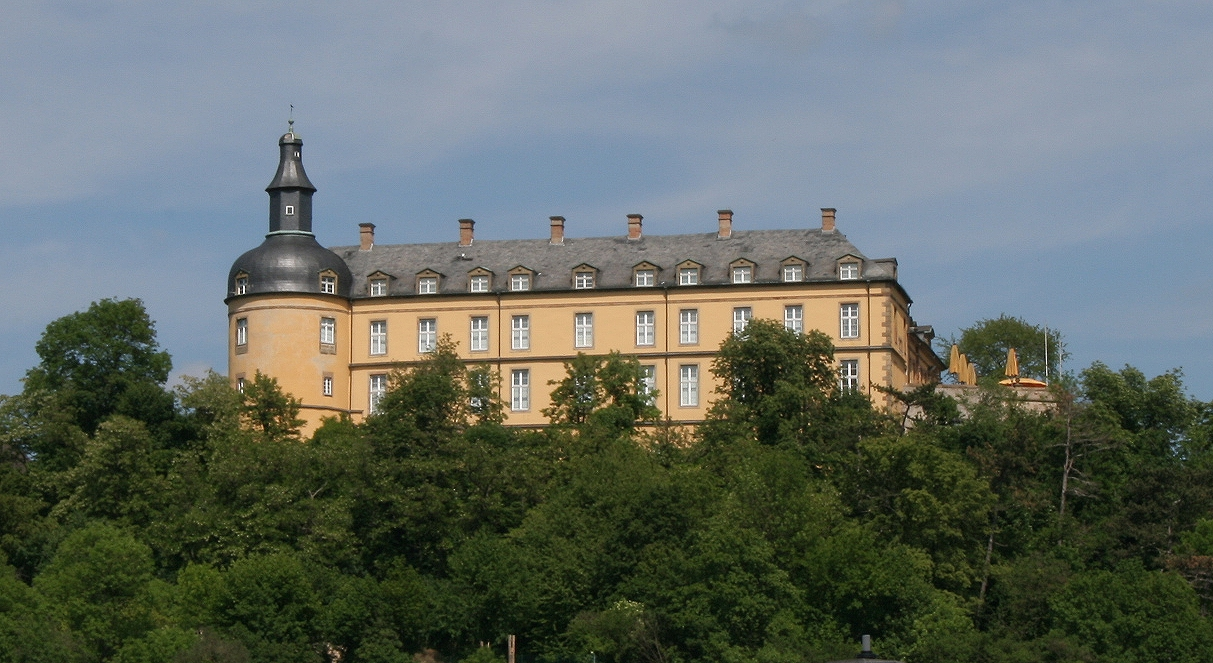
バート・ヴィルドゥンゲンのフリードリヒシュタイン城
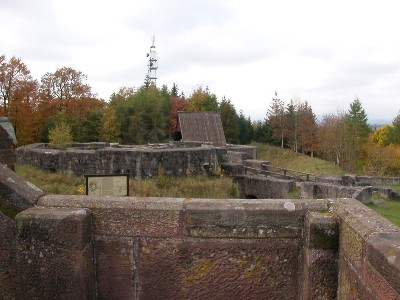
コルバッハ付近のアイゼンベルク城の廃墟

## 歴史

ヴァルデック伯の紋章 (1349-1712)

### 前史
ヴァルデックという名は、エーダー川沿いの小さな町（現在はヘッセン州ヴァルデック＝フランケンベルク郡）の名で、この町にあるヴァルデック城を拠点とした一族がヴァルデック家である。ヴァルデック家の領土は、1200年頃から神聖ローマ帝国の伯爵領として存在した。ヴァルデック家は分割相続によりいくつかの小国に分かれるが、1692年にヴァルデック＝ヴィルドゥンゲン家のクリスチャン・ルートヴィヒ (de:Christian Ludwig (Waldeck)) がヴァルデック＝アイゼンベルク家を継承して再統合された。
なお、飛地となるピルモント伯領 (de:Grafschaft Pyrmont) は、1625年にヴァルデック＝アイゼンベルク家が相続した土地である。1655年、ヴァルデック＝アイゼンベルク家は宮廷をアーロルゼンに移し、以後この領邦の首都となる。

### 侯国成立以後
1712年、クリスチャン・ルートヴィヒの子であるフリードリヒ・アントン・ウルリヒ (de:Friedrich Anton Ulrich (Waldeck-Pyrmont)) は、皇帝カール6世によってヴァルデックとピルモントの侯爵（Fürst）に叙せられた。2代侯のカール・アウグスト・フリードリヒ (de:Karl August Friedrich (Waldeck-Pyrmont)) は、オーストリア継承戦争（1740年 - 1748年）においてオランダ（ネーデルラント連邦共和国）軍を率いた軍人として知られている。七年戦争中の1760年には、領内のコルバッハにおいてイギリス軍（およびその同盟国軍）とフランス軍の戦闘が行われた（コルバッハの戦い）。
3代侯フリードリヒ・カール・アウグスト (de:Friedrich Karl August (Waldeck-Pyrmont)) は、オランダの軍人として働くとともに、アメリカ独立戦争ではイギリス側に侯国の兵士を派遣した（#軍事節参照）。1807年、ヴァルデック侯国はライン同盟に加わった。なお、1805年にフリードリヒ・カール・アウグストは弟のゲオルク1世にピルモントを分与しているが、フリードリヒ・カール・アウグストが1812年に男子なく没したため、結局ゲオルク1世がヴァルデック侯を継いだ。ゲオルク1世の子であるゲオルク2世は1814年に憲法を制定したが、この中で規定されたヴァルデック領とピルモント領の地位については紛争を引き起こした。
1815年のウィーン会議によって、ヴァルデック侯国の独立の侯国としての地位が確認され、ドイツ連邦に加盟した。1845年のゲオルク2世死後、幼少のゲオルク・ヴィクトルの摂政となったのが、ゲオルク・ヴィクトルの母エンマである。エンマはプロイセンと接近するとともに、1848年革命後の領邦議会からの摂政退任要求を突っぱねるなど、最高権力者として侯国を動かした。
1868年の普墺戦争以後、侯国は10年ごとの契約によってプロイセン王国に統治を委ねることとなり、以後は実質的にプロイセン王国の統治下となった。法的には独立の地位を維持しており、小規模な侯国にとっては行政のためのコスト軽減に役立った。1871年にはドイツ帝国の構成国となった。
1918年のドイツ革命によって君主制が廃止されると、ヴァルデック侯フリードリヒも退位して侯国も消滅し、ヴァルデック＝ピルモント自由州となった。なお、10年ごとのプロイセンとの契約は受け継がれており、1929年にプロイセン自由州の一部となった。
なお、侯国の黒・赤・金の国旗は、ヴァイマル共和国およびドイツ連邦共和国の国旗（ドイツの国旗参照）と同一のデザインである。

## 君主一覧
1. フリードリヒ・アントン・ウルリヒ（1712年 - 1728年）
2. カール・アウグスト・フリードリヒ（1728年 - 1763年）
3. フリードリヒ・カール・アウグスト（1763年 - 1812年）
4. ゲオルク1世（1812年 - 1813年）
5. ゲオルク2世（1813年 - 1845年）
6. ゲオルク・ヴィクトル（1845年 - 1893年）
  - エンマ・フォン・アンハルト＝ベルンブルク＝シャウムブルク＝ホイム（摂政：1845年 - 1852年）
7. フリードリヒ（1893年 - 1918年）

ヴァルデック侯家はオランダ王室（オラニエ＝ナッサウ家）と近い関係にあり、ゲオルク・ヴィクトルの娘（フリードリヒの姉）エンマはオランダ王兼ルクセンブルク大公ウィレム3世の妃となった。
|  |  | クリスティアン・ルートヴィヒ (-1706) ヴァルデック伯         |                                                             |                                                             |                                                             |                                                             |                                                             |                                    |                                    |                                                         |                                                         |                                                         |                                                         |                                                             |                                                             |                                                             |                                                             |                                                             |                                                             |                            |                            |                                                          |                                                          |                                                          |                                                          |                                                          |                                                          |             |             |             |             |  |  |  |  |  |  |  |  |  |  |  |  |
|  |  |                                                             |                                                             |                                                             |                                                             |                                                             |                                                             |                                    |                                    |                                                         |                                                         |                                                         |                                                         |                                                             |                                                             |                                                             |                                                             |                                                             |                                                             |                            |                            |                                                          |                                                          |                                                          |                                                          |                                                          |                                                          |             |             |             |             |  |  |  |  |  |  |  |  |  |  |  |  |
|  |  | フリードリヒ・アントン・ウルリヒ (1676-1728) ヴァルデック侯 | フリードリヒ・アントン・ウルリヒ (1676-1728) ヴァルデック侯 | フリードリヒ・アントン・ウルリヒ (1676-1728) ヴァルデック侯 | フリードリヒ・アントン・ウルリヒ (1676-1728) ヴァルデック侯 | フリードリヒ・アントン・ウルリヒ (1676-1728) ヴァルデック侯 | フリードリヒ・アントン・ウルリヒ (1676-1728) ヴァルデック侯 |                                    |                                    | ルイーゼ （ビルケンフェルト公クリスティアン2世娘）      | ルイーゼ （ビルケンフェルト公クリスティアン2世娘）      | ルイーゼ （ビルケンフェルト公クリスティアン2世娘）      | ルイーゼ （ビルケンフェルト公クリスティアン2世娘）      | ルイーゼ （ビルケンフェルト公クリスティアン2世娘）          | ルイーゼ （ビルケンフェルト公クリスティアン2世娘）          |                                                             |                                                             |                                                             |                                                             |                            |                            |                                                          |                                                          |                                                          |                                                          |                                                          |                                                          |             |             |             |             |  |  |  |  |  |  |  |  |  |  |  |  |
|  |  | フリードリヒ・アントン・ウルリヒ (1676-1728) ヴァルデック侯 | フリードリヒ・アントン・ウルリヒ (1676-1728) ヴァルデック侯 | フリードリヒ・アントン・ウルリヒ (1676-1728) ヴァルデック侯 | フリードリヒ・アントン・ウルリヒ (1676-1728) ヴァルデック侯 | フリードリヒ・アントン・ウルリヒ (1676-1728) ヴァルデック侯 | フリードリヒ・アントン・ウルリヒ (1676-1728) ヴァルデック侯 |                                    |                                    | ルイーゼ （ビルケンフェルト公クリスティアン2世娘）      | ルイーゼ （ビルケンフェルト公クリスティアン2世娘）      | ルイーゼ （ビルケンフェルト公クリスティアン2世娘）      | ルイーゼ （ビルケンフェルト公クリスティアン2世娘）      | ルイーゼ （ビルケンフェルト公クリスティアン2世娘）          | ルイーゼ （ビルケンフェルト公クリスティアン2世娘）          |                                                             |                                                             |                                                             |                                                             |                            |                            |                                                          |                                                          |                                                          |                                                          |                                                          |                                                          |             |             |             |             |  |  |  |  |  |  |  |  |  |  |  |  |
|  |  |                                                             |                                                             |                                                             |                                                             |                                                             |                                                             |                                    |                                    |                                                         |                                                         |                                                         |                                                         |                                                             |                                                             |                                                             |                                                             |                                                             |                                                             |                            |                            |                                                          |                                                          |                                                          |                                                          |                                                          |                                                          |             |             |             |             |  |  |  |  |  |  |  |  |  |  |  |  |
|  |  |                                                             |                                                             |                                                             |                                                             |                                                             |                                                             |                                    |                                    |                                                         |                                                         |                                                         |                                                         |                                                             |                                                             |                                                             |                                                             |                                                             |                                                             |                            |                            |                                                          |                                                          |                                                          |                                                          |                                                          |                                                          |             |             |             |             |  |  |  |  |  |  |  |  |  |  |  |  |
|  |  |                                                             |                                                             |                                                             |                                                             | クリスティアン・フィリップ (-1728)                          | クリスティアン・フィリップ (-1728)                          | クリスティアン・フィリップ (-1728) | クリスティアン・フィリップ (-1728) | クリスティアン・フィリップ (-1728)                      | クリスティアン・フィリップ (-1728)                      |                                                         |                                                         | カール・アウグスト・フリードリヒ (1704-1763) ヴァルデック侯 | カール・アウグスト・フリードリヒ (1704-1763) ヴァルデック侯 | カール・アウグスト・フリードリヒ (1704-1763) ヴァルデック侯 | カール・アウグスト・フリードリヒ (1704-1763) ヴァルデック侯 | カール・アウグスト・フリードリヒ (1704-1763) ヴァルデック侯 | カール・アウグスト・フリードリヒ (1704-1763) ヴァルデック侯 |                            |                            | クリスティーネ （ビルケンフェルト公クリスティアン3世娘） | クリスティーネ （ビルケンフェルト公クリスティアン3世娘） | クリスティーネ （ビルケンフェルト公クリスティアン3世娘） | クリスティーネ （ビルケンフェルト公クリスティアン3世娘） | クリスティーネ （ビルケンフェルト公クリスティアン3世娘） | クリスティーネ （ビルケンフェルト公クリスティアン3世娘） |             |             |             |             |  |  |  |  |  |  |  |  |  |  |  |  |
|  |  |                                                             |                                                             |                                                             |                                                             | クリスティアン・フィリップ (-1728)                          | クリスティアン・フィリップ (-1728)                          | クリスティアン・フィリップ (-1728) | クリスティアン・フィリップ (-1728) | クリスティアン・フィリップ (-1728)                      | クリスティアン・フィリップ (-1728)                      |                                                         |                                                         | カール・アウグスト・フリードリヒ (1704-1763) ヴァルデック侯 | カール・アウグスト・フリードリヒ (1704-1763) ヴァルデック侯 | カール・アウグスト・フリードリヒ (1704-1763) ヴァルデック侯 | カール・アウグスト・フリードリヒ (1704-1763) ヴァルデック侯 | カール・アウグスト・フリードリヒ (1704-1763) ヴァルデック侯 | カール・アウグスト・フリードリヒ (1704-1763) ヴァルデック侯 |                            |                            | クリスティーネ （ビルケンフェルト公クリスティアン3世娘） | クリスティーネ （ビルケンフェルト公クリスティアン3世娘） | クリスティーネ （ビルケンフェルト公クリスティアン3世娘） | クリスティーネ （ビルケンフェルト公クリスティアン3世娘） | クリスティーネ （ビルケンフェルト公クリスティアン3世娘） | クリスティーネ （ビルケンフェルト公クリスティアン3世娘） |             |             |             |             |  |  |  |  |  |  |  |  |  |  |  |  |
|  |  |                                                             |                                                             |                                                             |                                                             |                                                             |                                                             |                                    |                                    |                                                         |                                                         |                                                         |                                                         |                                                             |                                                             |                                                             |                                                             |                                                             |                                                             |                            |                            |                                                          |                                                          |                                                          |                                                          |                                                          |                                                          |             |             |             |             |  |  |  |  |  |  |  |  |  |  |  |  |
|  |  |                                                             |                                                             |                                                             |                                                             |                                                             |                                                             |                                    |                                    |                                                         |                                                         |                                                         |                                                         |                                                             |                                                             |                                                             |                                                             |                                                             |                                                             |                            |                            |                                                          |                                                          |                                                          |                                                          |                                                          |                                                          |             |             |             |             |  |  |  |  |  |  |  |  |  |  |  |  |
|  |  |                                                             |                                                             |                                                             |                                                             |                                                             |                                                             |                                    |                                    | フリードリヒ・カール・アウグスト (-1812) ヴァルデック侯 | フリードリヒ・カール・アウグスト (-1812) ヴァルデック侯 | フリードリヒ・カール・アウグスト (-1812) ヴァルデック侯 | フリードリヒ・カール・アウグスト (-1812) ヴァルデック侯 | フリードリヒ・カール・アウグスト (-1812) ヴァルデック侯     | フリードリヒ・カール・アウグスト (-1812) ヴァルデック侯     |                                                             |                                                             | ゲオルク1世 ヴァルデック侯                                  | ゲオルク1世 ヴァルデック侯                                  | ゲオルク1世 ヴァルデック侯 | ゲオルク1世 ヴァルデック侯 | ゲオルク1世 ヴァルデック侯                               | ゲオルク1世 ヴァルデック侯                               |                                                          |                                                          |                                                          |                                                          |             |             |             |             |  |  |  |  |  |  |  |  |  |  |  |  |
|  |  |                                                             |                                                             |                                                             |                                                             |                                                             |                                                             |                                    |                                    | フリードリヒ・カール・アウグスト (-1812) ヴァルデック侯 | フリードリヒ・カール・アウグスト (-1812) ヴァルデック侯 | フリードリヒ・カール・アウグスト (-1812) ヴァルデック侯 | フリードリヒ・カール・アウグスト (-1812) ヴァルデック侯 | フリードリヒ・カール・アウグスト (-1812) ヴァルデック侯     | フリードリヒ・カール・アウグスト (-1812) ヴァルデック侯     |                                                             |                                                             | ゲオルク1世 ヴァルデック侯                                  | ゲオルク1世 ヴァルデック侯                                  | ゲオルク1世 ヴァルデック侯 | ゲオルク1世 ヴァルデック侯 | ゲオルク1世 ヴァルデック侯                               | ゲオルク1世 ヴァルデック侯                               |                                                          |                                                          |                                                          |                                                          |             |             |             |             |  |  |  |  |  |  |  |  |  |  |  |  |
|  |  |                                                             |                                                             |                                                             |                                                             |                                                             |                                                             |                                    |                                    |                                                         |                                                         |                                                         |                                                         |                                                             |                                                             |                                                             |                                                             | ゲオルク2世 ヴァルデック侯                                  | ゲオルク2世 ヴァルデック侯                                  | ゲオルク2世 ヴァルデック侯 | ゲオルク2世 ヴァルデック侯 | ゲオルク2世 ヴァルデック侯                               | ゲオルク2世 ヴァルデック侯                               |                                                          |                                                          | エンマ 摂政                                              | エンマ 摂政                                              | エンマ 摂政 | エンマ 摂政 | エンマ 摂政 | エンマ 摂政 |  |  |  |  |  |  |  |  |  |  |  |  |
|  |  |                                                             |                                                             |                                                             |                                                             |                                                             |                                                             |                                    |                                    |                                                         |                                                         |                                                         |                                                         |                                                             |                                                             |                                                             |                                                             | ゲオルク2世 ヴァルデック侯                                  | ゲオルク2世 ヴァルデック侯                                  | ゲオルク2世 ヴァルデック侯 | ゲオルク2世 ヴァルデック侯 | ゲオルク2世 ヴァルデック侯                               | ゲオルク2世 ヴァルデック侯                               |                                                          |                                                          | エンマ 摂政                                              | エンマ 摂政                                              | エンマ 摂政 | エンマ 摂政 | エンマ 摂政 | エンマ 摂政 |  |  |  |  |  |  |  |  |  |  |  |  |
|  |  |                                                             |                                                             |                                                             |                                                             |                                                             |                                                             |                                    |                                    |                                                         |                                                         |                                                         |                                                         |                                                             |                                                             |                                                             |                                                             |                                                             |                                                             |                            |                            |                                                          |                                                          |                                                          |                                                          |                                                          |                                                          |             |             |             |             |  |  |  |  |  |  |  |  |  |  |  |  |
|  |  |                                                             |                                                             |                                                             |                                                             |                                                             |                                                             |                                    |                                    |                                                         |                                                         |                                                         |                                                         |                                                             |                                                             |                                                             |                                                             |                                                             |                                                             |                            |                            | ゲオルク・ヴィクトル ヴァルデック侯                      |                                                          |                                                          |                                                          |                                                          |                                                          |             |             |             |             |  |  |  |  |  |  |  |  |  |  |  |  |
|  |  |                                                             |                                                             |                                                             |                                                             |                                                             |                                                             |                                    |                                    |                                                         |                                                         |                                                         |                                                         |                                                             |                                                             |                                                             |                                                             |                                                             |                                                             |                            |                            |                                                          |                                                          |                                                          |                                                          |                                                          |                                                          |             |             |             |             |  |  |  |  |  |  |  |  |  |  |  |  |
|  |  |                                                             |                                                             |                                                             |                                                             |                                                             |                                                             |                                    |                                    |                                                         |                                                         |                                                         |                                                         |                                                             |                                                             |                                                             |                                                             |                                                             |                                                             |                            |                            | フリードリヒ ヴァルデック侯                              |                                                          |                                                          |                                                          |                                                          |                                                          |             |             |             |             |  |  |  |  |  |  |  |  |  |  |  |  |
|  |  |                                                             |                                                             |                                                             |                                                             |                                                             |                                                             |                                    |                                    |                                                         |                                                         |                                                         |                                                         |                                                             |                                                             |                                                             |                                                             |                                                             |                                                             |                            |                            |                                                          |                                                          |                                                          |                                                          |                                                          |                                                          |             |             |             |             |  |  |  |  |  |  |  |  |  |  |  |  |

## 軍事
ヴァルデック侯国は1681年に歩兵大隊を組織した。18世紀、ヴァルデック侯国の軍は国外に派遣されて任務に就き、いわば「傭兵」として活躍したことで知られる。
ヴァルデック侯国軍は、1740年に2個大隊（第1連隊を編制）、1744年に3個大隊、1767年に4個大隊（第2連隊を編制）と拡充され、1776年には第3連隊（第5・第6大隊）が編制された。第1・第2連隊はオランダ、第3連隊はイギリスに派遣され、植民地の反乱の鎮圧などに出動した。アメリカ独立戦争において、ヴァルデック侯国軍第3連隊がイギリス側で参加したのもこのためで、「ヘッセン人」 (Hessian (soldier)) とまとめて呼ばれたドイツ人部隊の一環を担った（アメリカ独立戦争におけるドイツ参照）。アメリカ独立戦争に派遣された第3連隊は捕虜になり、帰還した兵士は少なかったが、1784年に改めて編制された第5大隊の一部に組み込まれた。
ナポレオン戦争においては、オランダに派遣されていたヴァルデック侯国部隊は解体したが（オランダにはフランスの衛星国であるバタヴィア共和国が建国され、次いでナポレオンの弟のルイを王とするホラント王国が設立された）、ヴァルデック侯国は軍を補充しホラント王国のための任務に就けた。また、ヴァルデック侯国軍第5大隊は解散されてライン同盟軍第6連隊第2大隊に（ロイス諸国からの2個中隊とともに）加わり、フランス帝国のために働いた。フランス帝国軍において彼らは「フュージリアー」と総称され、半島戦争や1812年のウェリントンとの戦いを戦った。1814年のナポレオン没落に際して、オランダのヴァルデック侯国部隊は解体した。ドイツ連邦が設立されると、侯国は3個歩兵中隊と1個猟兵中隊を供出した。

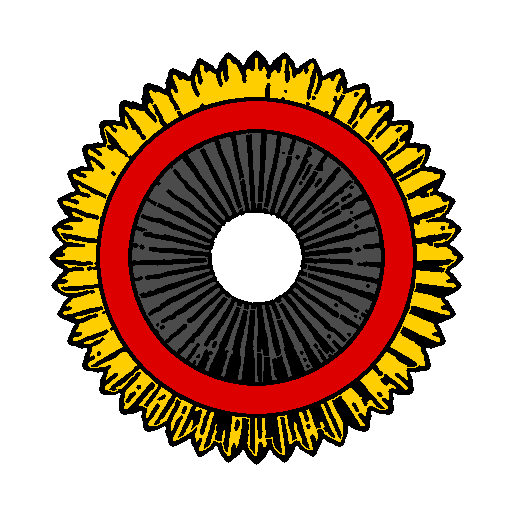
ドイツ帝国軍で用いられた、ヴァルデック侯国の円形章

1862年にヴァルデック侯国はプロイセン王国と軍事同盟を結び、1866年の普墺戦争においてヴァルデック侯国軍（当時はヴァルデック侯国フュージリアー大隊 Fürstlisches Waldecksches Füselier-Bataillon と名乗っていた）はプロイセンの同盟軍として参加した（実際の戦闘には参加していない）。1867年に北ドイツ連邦に参加すると、ヴァルデック侯国フュージリアー大隊はプロイセン陸軍 (de:Preußische Armee) 第83歩兵連隊（Infanterie-Regiment „von Wittich“ (3. Kurhessisches) Nr. 83）の第3（フュージリアー）大隊に組み込まれた。この連隊のシェフ（名誉連隊長）の称号は、ヴァルデック侯が有した。ヴァルデックの兵士はヘッセンの兵士とは異なり、プロイセンの兵士と区別されなかったが、ピッケルハウベに円形章を示すことが認められた。ヴァルデック大隊はその時々において、アーロルゼンやバート・ピルモントなどに駐屯した。
ヴァルデック大隊を含む第83歩兵連隊は、1870年の普仏戦争で実戦に参加し、Das Eiserne Regiment のニックネームで呼ばれた。第一次世界大戦では第22師団 (22nd Division (German Empire)) 隷下に編制され、おもに東部戦線で戦った。